# Championnat britannique des voitures de tourisme 1975
Le Championnat britannique des voitures de tourisme 1975 était la 18e saison du championnat britannique des voitures de tourisme, remporté par l'anglais Andy Rouse. Le championnat a débuté à Mallory Park le 9 mars 1975 et s'est terminé à Brands Hatch le 19 octobre 1975.

## Calendrier
| Manche | Circuit      | Date        | Pilote vainqueur | Ecurie vainqueur                | Voiture vainqueur       |
| ------ | ------------ | ----------- | ---------------- | ------------------------------- | ----------------------- |
| 1 A-B  | Mallory Park | 9 mars      | Andy Rouse       | Triumph Team Piranha            | Triumph Dolomite Sprint |
| 1 C-D  | Mallory Park | 10 mars     | Richard Lloyd    | Think Automotive/Simoniz Racing | Chevrolet Camaro Z28    |
| 2      | Brands Hatch | 16 mars     | Stuart Graham    | Fabergé Racing                  | Chevrolet Camaro Z28    |
| 3 A-B  | Oulton Park  | 26 mars     | Andy Rouse       | Triumph Team Piranha            | Triumph Dolomite Sprint |
| 3 C-D  | Oulton Park  | 26 mars     | Stuart Graham    | Fabergé Racing                  | Chevrolet Camaro Z28    |
| 4      | Thruxton     | 31 mars     | Richard Lloyd    | Think Automotive/Simoniz Racing | Chevrolet Camaro Z28    |
| 5      | Silverstone  | 13 avril    | Richard Lloyd    | Think Automotive/Simoniz Racing | Chevrolet Camaro Z28    |
| 6 A-B  | Brands Hatch | 20 avril    | Barrie Williams  | Team Castrol                    | Mazda Savanna RX-3      |
| 6 C-D  | Brands Hatch | 20 avril    | Richard Lloyd    | Think Automotive/Simoniz Racing | Chevrolet Camaro Z28    |
| 7      | Thruxton     | 11 mai      | Stuart Graham    | Fabergé Racing                  | Chevrolet Camaro Z28    |
| 8 A-B  | Silverstone  | 26 mai      | Andy Rouse       | Triumph Team Piranha            | Triumph Dolomite Sprint |
| 8 C-D  | Silverstone  | 26 mai      | Stuart Graham    | Fabergé Racing                  | Chevrolet Camaro Z28    |
| 9 A-B  | Mallory Park | 15 juin     | Andy Rouse       | Triumph Team Piranha            | Triumph Dolomite Sprint |
| 9 C-D  | Mallory Park | 15 juin     | Stuart Graham    | Fabergé Racing                  | Chevrolet Camaro Z28    |
| 10     | Snetterton   | 29 juin     | Stuart Graham    | Fabergé Racing                  | Chevrolet Camaro Z28    |
| 11     | Silverstone  | 19 juillet  | Stuart Graham    | Fabergé Racing                  | Chevrolet Camaro Z28    |
| 12 A-C | Ingliston    | 17 août     | Win Percy        | Samurai Racing with Toyota GB   | Toyota Celica GT        |
| 12 B-D | Ingliston    | 17 août     | Vince Woodman    | VMW Motors - Team Esso Uniflo   | Chevrolet Camaro Z28    |
| 13 A-B | Brands Hatch | 25 août     | Andy Rouse       | Triumph Team Piranha            | Triumph Dolomite Sprint |
| 13 C-D | Brands Hatch | 25 août     | Vince Woodman    | VMW Motors - Team Esso Uniflo   | Chevrolet Camaro Z28    |
| 14     | Oulton Park  | 7 septembre | Vince Woodman    | VMW Motors - Team Esso Uniflo   | Chevrolet Camaro Z28    |
| 15     | Brands Hatch | 19 octobre  | Stuart Graham    | Fabergé Racing                  | Chevrolet Camaro Z28    |

## Classement final

### Pilotes
| Championnat pilotes | Championnat pilotes | Championnat pilotes     | Championnat pilotes              | Championnat pilotes |
| Pos.                | Pilote              | Voiture                 | Ecurie                           | Points              |
| ------------------- | ------------------- | ----------------------- | -------------------------------- | ------------------- |
| 1                   | Andy Rouse          | Triumph Dolomite Sprint | Triumph Team Piranha             | 78                  |
| 2                   | Win Percy           | Toyota Celica GT        | Samurai Racing with Toyota GB    | 78                  |
| 3                   | Stuart Graham       | Chevrolet Camaro Z28    | Fabergé Racing                   | 78                  |
| 4                   | Richard Lloyd       | Chevrolet Camaro Z28    | Think Automotive/Simoniz Racing  | 65                  |
| 5                   | Vince Woodman       | Chevrolet Camaro Z28    | VMW Motors - Team Esso Uniflo    | 64                  |
| 6                   | Bernard Unett       | Hillman Avenger 1600 GT | Halesfield Motors (Telford) Ltd. | 63                  |